# Веларде, Сесар
Сесар Руис Веларде (исп. Cesar Ruiz Velarde; сентябрь 1921, Тринидад) — боливийский военный и государственный деятель, министр иностранных дел (1969—1970).

## Биография
Окончил кадетский военный колледж, затем получил высшее военное образование, прошел переподготовку в Соединенных Штатах Америки. Преподавал в Военной академии сухопутных войс, являлся профессором Военно-инженерной академии. Впоследствии был назначен начальником управления армии и Верховного командования вооруженных сил, постоянного секретаря Совета национальной безопасности.
Являлся командующим нескольких военных департаментов. В 1968 г. был назначен заместителем министра обороны, а вскоре — начальником штаба Вооруженных сил. После военного переворота в сентябре 1969 г. во главе с генералом Овандо Кандиа был назначен на пост министра иностранных дел Боливии. На этом посту был активным участником процесса национализации нефтяных и газовых компаний. На этот период пришлось существенное обострение боливийско-чилийских отношений из-за вопроса доступа к тихоокеанскому побережью.
Затем занимал посты посла Боливии в Эквадоре, президента Союза военнослужащих и директора Академии боливийской военной истории. Являлся советником президента Боливии, членом Консультативного комитета по вопросам национальной обороны Сената. В последние годы занимал пост президента Гражданского комитета по вопросам выхода Боливии к морю.